# 钳鱼
钳鱼（学名：Ictalurus punctatus）又名斑点叉尾鮰、美洲河鯰（英語：channel catfish），是北美洲主要的一种鲶鱼。它的官方产地为美国的密苏里州、爱荷华州、内布拉斯加州、堪萨斯州和田纳西州，它的俗称是“钳猫（channel cat）”。在美国，钳鱼是当地人们最喜爱捕捉的一种鱼，每年约有800万人捕捉它，因而其在水产业的知名度很大。钳鱼在中国大陆引进之后也称为清江鱼。

## 分布和产地

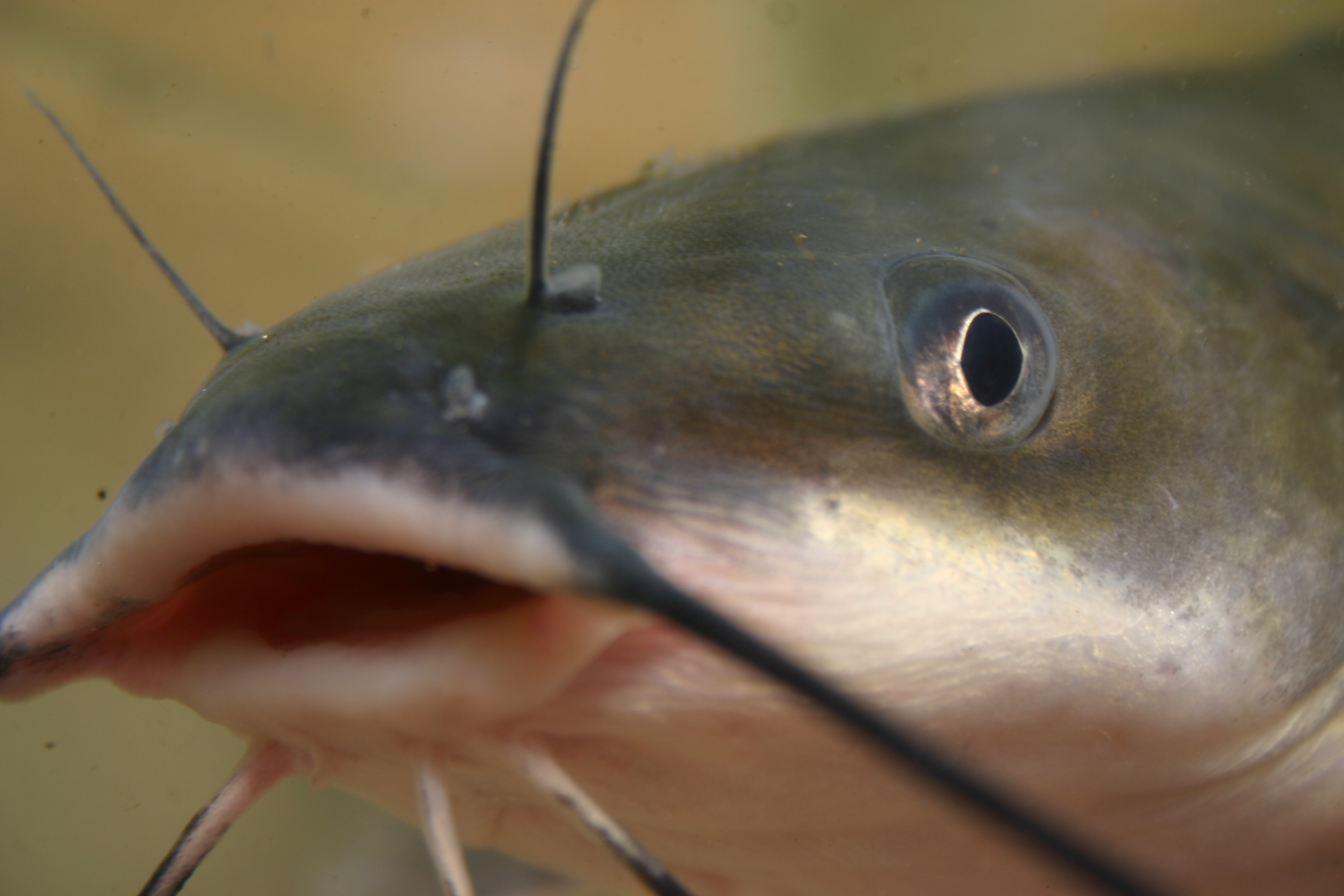
钳鱼(斑点叉尾鮰)

钳鱼源于新北界，分布在魁北克和美国的东部和北部，在墨西哥北部亦有其分布。后来这个品种被引进到欧洲的内陆湖和马来西亚的一些地方。它们生长在溪流、江河、水库、天然湖和池塘里。由于它们习惯把卵放置在裂缝、洞穴和碎片里，以防止它们被大风冲走，因而也被称为“钳猫”。加拿大的钳鱼数量很大，不仅栖息在五大湖，尼皮贡湖一带也有广泛分布。中国的南方广泛养殖，作为经济鱼类。

## 特点

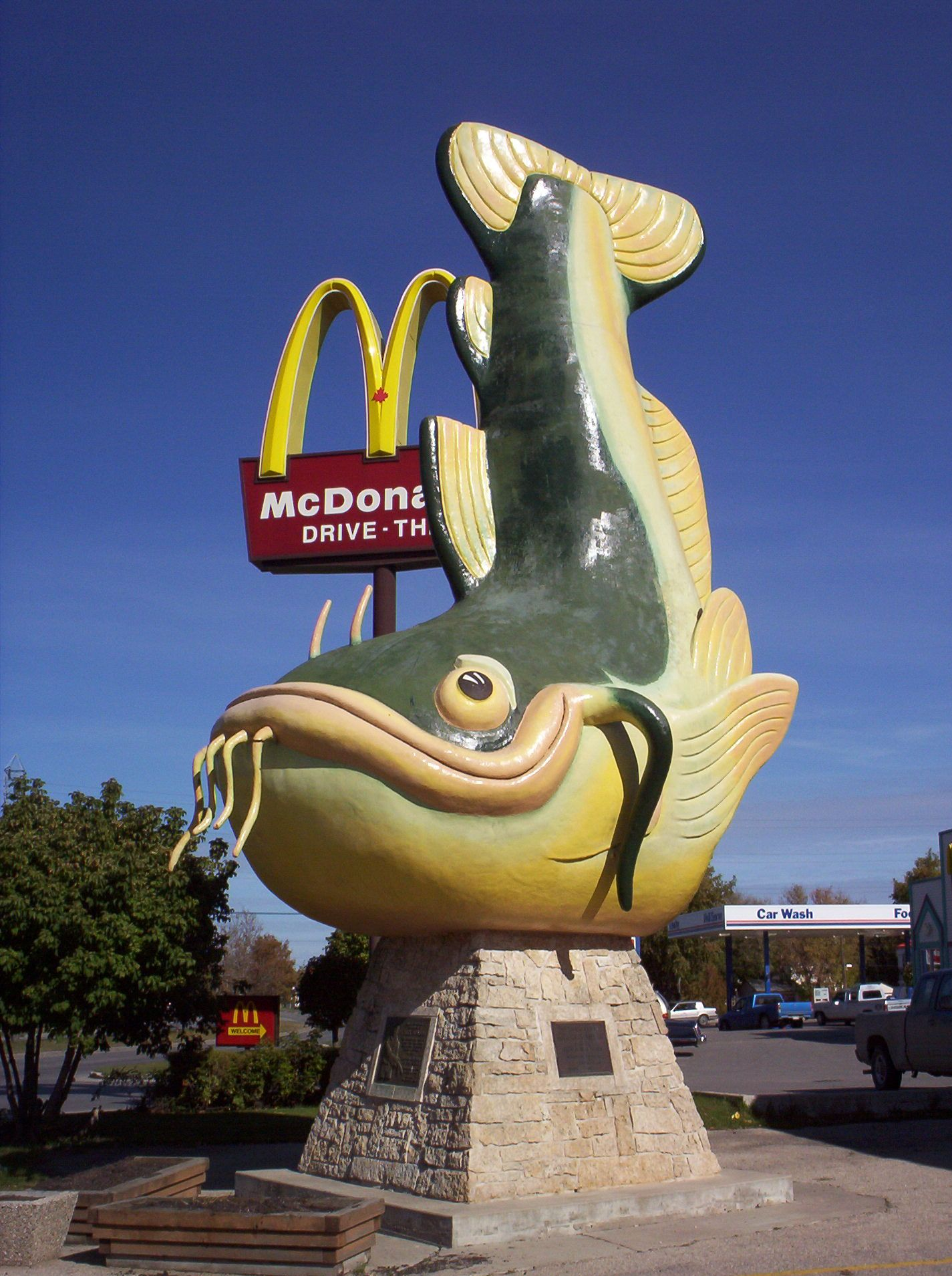
加拿大马尼托巴塞扣克山的路边的雕像《撵走钳鱼》

钳鱼有着十分灵敏的嗅觉和味觉。在钳鱼的鼻腔中的小坑是个高灵敏的嗅觉器官，这些器官能让钳鱼的嗅觉更灵敏，以至于它可以在一部分水里发现一亿个氨基酸。另外，在它们的全身有很多的味蕾。在钳鱼嘴附近的4条胡须上，每平方毫米就有约25个味蕾。这个特殊的味蕾结构和它的嗅觉使它可以在黑暗、有色或浑浊的水域里相对容易觅食。

## 捕捉方法

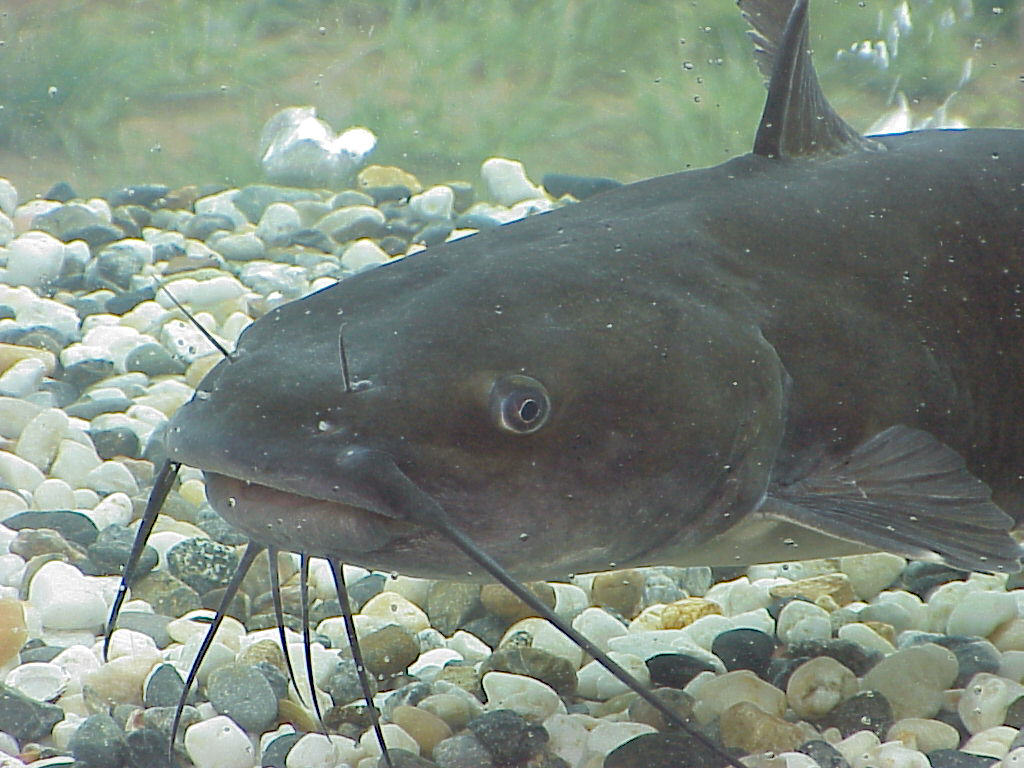
近观钳鱼

钳鱼很容易被天然物质做成的饵料捉住，比如蟋蟀、爬行动物、小鱼、鲱鱼、小龙虾、蛙、 鲇鱼、翻车鱼和吸口鯉。钳鱼可以被象牙皂做成的饵料抓住，还可以用有臭味的饵料来抓它，比如死鱼、死龙虾、大蒜、血液、肝脏、肉、奶酪、面团，甚至酷爱粉都可以。有时这些臭饵料可以改制成面粉球或粉末状的物品，挂在钓鱼钩上。还可以把制好的这些挂在管子底部，慢慢地拴在钓鱼钩上。像鸡肝、小虾、狗食、鱿鱼和泡泡糖这些能在杂货商店买到的东西也可以抓住许多鱼。
用细颈绳、曳钓绳、树枝绳和田埂绳钓钳鱼，都是除了传统杆子和卷筒之外的流行的捕捉钳鱼的方式。还有的方法就是用圈子套，也叫“板条套子”，是一种有角度的入口的木圈子，再加上金属套。特有的饵料是变质的奶酪和狗食。用钳鱼套子捕到的钳鱼一天在100个左右。
没有安装钓鱼钩的垂钓者要特别小心钳鱼胸部的尖刺及它锋利的鳍。

## 其长度和高度

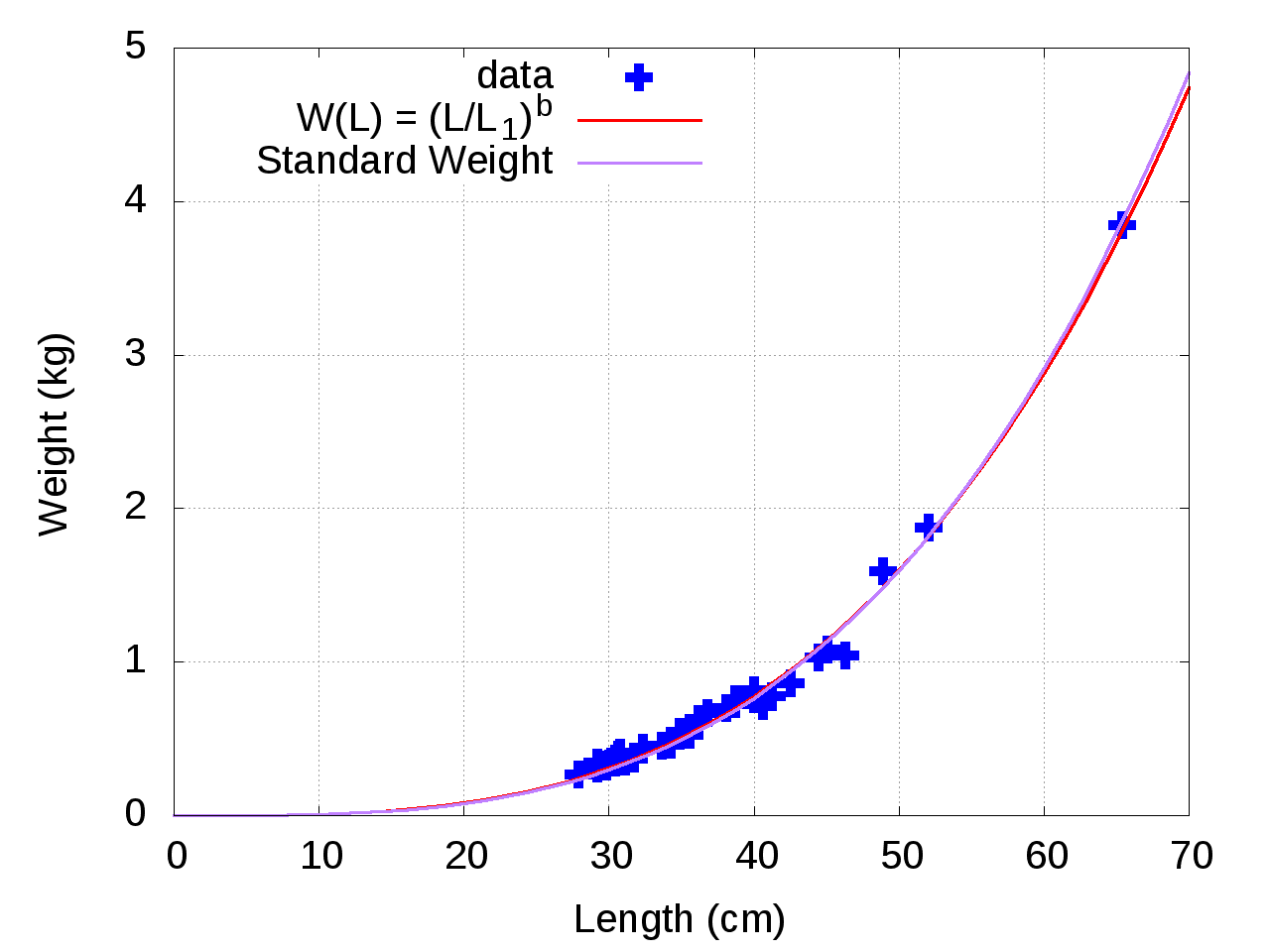
钳鱼重量与长度的函数关系图

钳鱼的长度和重量的关系用左图表示（縱座標單位公斤，橫座標單位厘米）。